# Дажни
Дажни — покинутый аул в Галанчожском районе Чеченской Республики.

## География
Расположен на берегу реки Тонгахойэрк, к юго-востоку от районного центра Галанчож.
Ближайшие населённые пункты: на северо-западе — бывшие аулы Нижний Бара, Верхний Бара и хутора Бара и Отты, на северо-востоке — бывшие аулы Чохой и Хурикой, на юге — бывший аул Идах, на юго-востоке — бывший аул Эзихой, на юго-западе — бывшие аулы Горой, Тухой и Сенахой.